# Laujar de Andarax (ort i Spanien)
Laujar de Andarax är en ort i Spanien.   Den ligger i provinsen Provincia de Almería och regionen Andalusien, i den södra delen av landet, 400 km söder om huvudstaden Madrid. Laujar de Andarax ligger 932 meter över havet och antalet invånare är 1 811.
Terrängen runt Laujar de Andarax är kuperad åt nordväst, men åt sydost är den bergig. Runt Laujar de Andarax är det glesbefolkat, med 10 invånare per kvadratkilometer. Närmaste större samhälle är Berja, 17,3 km söder om Laujar de Andarax. I omgivningarna runt Laujar de Andarax växer i huvudsak buskskog.